# Weld (Album)
Weld ist ein Livealbum von Neil Young und Crazy Horse. Es wurde auf der Nordamerika-Tour 1991 aufgenommen und am 22. Oktober 1991 veröffentlicht. Anders als beim Livealbum Live Rust, das am 22. Oktober 1978 in San Francisco aufgezeichnet wurde, handelt es sich bei Weld um eine Zusammenstellung von verschiedenen Orten der Tour.
Zum Teil wurde Weld zusammen mit der Soundcollage Arc als „Special limited edition“ (drei CDs) unter dem Titel Arc-Weld veröffentlicht. Bei Arc handelt es sich um eine knapp 35-minütige Vermischung von Liedanfängen und -enden, während derselben Tour aufgenommen, auf der vor allem Lärm, Gitarren-Feedback und Gesangsschnipsel zu hören sind.

## Titelliste
Alle Songs, sofern nicht anders vermerkt, wurden von Neil Young geschrieben.

### Disc 1
1. Hey Hey, My My (Into the Black)
2. Crime in the City
3. Blowin' in the Wind (Bob Dylan)
4. Welfare Mothers
5. Love to Burn
6. Cinnamon Girl
7. Mansion on the Hill
8. F*!#in' Up

### Disc 2
1. Cortez the Killer
2. Powderfinger
3. Love and Only Love
4. Rockin' in the Free World
5. Like a Hurricane
6. Farmer John (Don Harris, Dewey Terry)
7. Tonight's the Night
8. Roll Another Number (For the Road)